# They Don't Play Our Lovesong Anymore
"They Don't Play Our Lovesong Anymore" is een nummer van de Nederlandse zangeres Anita Meyer. Het nummer werd uitgebracht op haar album Shades of Desire uit 1981. Dat jaar werd het nummer uitgebracht als de derde single van het album.

## Achtergrond
"They Don't Play Our Lovesong Anymore" is geschreven door Mike d'Abo en geproduceerd door Martin Duiser. Het is een cover van een nummer van de Canadese Marilyn Jones, die het uitbracht onder de titel "They Don't Play Our Love Songs Anymore" op haar gelijknamige, en enige, album uit 1975. Een jaar later kwam het uit als single, met een cover van "You Don't Have to Say You Love Me" op de B-kant, maar het werd geen hit.
In 1981 zette Anita Meyer een cover van "They Don't Play Our Lovesong Anymore" op haar album Shades of Desire. Dat jaar werd het nummer uitgebracht als de opvolger van haar nummer 1-hit "Why Tell Me, Why". In navolging van dit succes werd het eveneens een grote hit met een derde plaats in de Nederlandse Top 40 en een vijfde plaats in de Nationale Hitparade. Ook in Vlaanderen werd het een hit met een vijfde plaats in de voorloper van de Ultratop 50 als hoogste notering. In de uitzending van 5 december 1981 trad Meyer op met het nummer in Toppop.
"They Don't Play Our Lovesong Anymore" werd tweemaal gecoverd in afleveringen van het televisieprogramma Beste Zangers. In 2011, toen het programma nog bekend stond onder de naam De beste zangers van Nederland, werd het gezongen door Glennis Grace, terwijl het in 2017 werd vertolkt door Maan. In beide seizoenen was Meyer ook een deelnemer.

## Hitnoteringen

### Nederlandse Top 40
| Hitnotering: 05-12-1981 t/m 13-02-1982 | Hitnotering: 05-12-1981 t/m 13-02-1982 | Hitnotering: 05-12-1981 t/m 13-02-1982 | Hitnotering: 05-12-1981 t/m 13-02-1982 | Hitnotering: 05-12-1981 t/m 13-02-1982 | Hitnotering: 05-12-1981 t/m 13-02-1982 | Hitnotering: 05-12-1981 t/m 13-02-1982 | Hitnotering: 05-12-1981 t/m 13-02-1982 | Hitnotering: 05-12-1981 t/m 13-02-1982 | Hitnotering: 05-12-1981 t/m 13-02-1982 | Hitnotering: 05-12-1981 t/m 13-02-1982 | Hitnotering: 05-12-1981 t/m 13-02-1982 |
| Week                                   | 1                                      | 2                                      | 3                                      | 4                                      | 5                                      | 6                                      | 7                                      | 8                                      | 9                                      | 10                                     |                                        |
| -------------------------------------- | -------------------------------------- | -------------------------------------- | -------------------------------------- | -------------------------------------- | -------------------------------------- | -------------------------------------- | -------------------------------------- | -------------------------------------- | -------------------------------------- | -------------------------------------- | -------------------------------------- |
| Nummer                                 | 25                                     | 19                                     | 11                                     | 7                                      | 5                                      | 3                                      | 3                                      | 6                                      | 20                                     | 35                                     | uit                                    |

### Nationale Hitparade
| Hitnotering week 1 t/m 11: 05-12-1981 t/m 13-02-1982 Hitnotering week 12: 09-04-2011 | Hitnotering week 1 t/m 11: 05-12-1981 t/m 13-02-1982 Hitnotering week 12: 09-04-2011 | Hitnotering week 1 t/m 11: 05-12-1981 t/m 13-02-1982 Hitnotering week 12: 09-04-2011 | Hitnotering week 1 t/m 11: 05-12-1981 t/m 13-02-1982 Hitnotering week 12: 09-04-2011 | Hitnotering week 1 t/m 11: 05-12-1981 t/m 13-02-1982 Hitnotering week 12: 09-04-2011 | Hitnotering week 1 t/m 11: 05-12-1981 t/m 13-02-1982 Hitnotering week 12: 09-04-2011 | Hitnotering week 1 t/m 11: 05-12-1981 t/m 13-02-1982 Hitnotering week 12: 09-04-2011 | Hitnotering week 1 t/m 11: 05-12-1981 t/m 13-02-1982 Hitnotering week 12: 09-04-2011 | Hitnotering week 1 t/m 11: 05-12-1981 t/m 13-02-1982 Hitnotering week 12: 09-04-2011 | Hitnotering week 1 t/m 11: 05-12-1981 t/m 13-02-1982 Hitnotering week 12: 09-04-2011 | Hitnotering week 1 t/m 11: 05-12-1981 t/m 13-02-1982 Hitnotering week 12: 09-04-2011 | Hitnotering week 1 t/m 11: 05-12-1981 t/m 13-02-1982 Hitnotering week 12: 09-04-2011 | Hitnotering week 1 t/m 11: 05-12-1981 t/m 13-02-1982 Hitnotering week 12: 09-04-2011 | Hitnotering week 1 t/m 11: 05-12-1981 t/m 13-02-1982 Hitnotering week 12: 09-04-2011 | Hitnotering week 1 t/m 11: 05-12-1981 t/m 13-02-1982 Hitnotering week 12: 09-04-2011 |
| Week                                                                                 | 1                                                                                    | 2                                                                                    | 3                                                                                    | 4                                                                                    | 5                                                                                    | 6                                                                                    | 7                                                                                    | 8                                                                                    | 9                                                                                    | 10                                                                                   | 11                                                                                   |                                                                                      | 12                                                                                   |                                                                                      |
| ------------------------------------------------------------------------------------ | ------------------------------------------------------------------------------------ | ------------------------------------------------------------------------------------ | ------------------------------------------------------------------------------------ | ------------------------------------------------------------------------------------ | ------------------------------------------------------------------------------------ | ------------------------------------------------------------------------------------ | ------------------------------------------------------------------------------------ | ------------------------------------------------------------------------------------ | ------------------------------------------------------------------------------------ | ------------------------------------------------------------------------------------ | ------------------------------------------------------------------------------------ | ------------------------------------------------------------------------------------ | ------------------------------------------------------------------------------------ | ------------------------------------------------------------------------------------ |
| Nummer                                                                               | 17                                                                                   | 15                                                                                   | 6                                                                                    | 7                                                                                    | 7                                                                                    | 5                                                                                    | 5                                                                                    | 10                                                                                   | 15                                                                                   | 24                                                                                   | 33                                                                                   | uit                                                                                  | 86                                                                                   | uit                                                                                  |

### NPO Radio 2 Top 2000
| Nummer met noteringen in de NPO Radio 2 Top 2000 | '01  | '02  | '03  | '04  | '05  | '06  | '07  | '08  | '09  | '10  | '11  |
| ------------------------------------------------ | ---- | ---- | ---- | ---- | ---- | ---- | ---- | ---- | ---- | ---- | ---- |
| They Don't Play Our Lovesong Anymore             | 1239 | 1519 | 1571 | 1274 | 1436 | 1519 | 1212 | 1385 | 1754 | 1386 | 1478 |

1. ↑  Een vetgedrukt getal geeft de hoogste notering aan.
2. ↑  2001 was het eerste jaar met een notering voor dit nummer.
3. ↑  Deze tabel is bijgewerkt tot en met de laatste editie (2024).